# Aphanodactylus loimiae
Aphanodactylus loimiae is een krabbensoort uit de familie van de Aphanodactylidae. De wetenschappelijke naam van de soort is voor het eerst geldig gepubliceerd in 1999 door Konishi & Noda.